# Fülöpjakab
Fülöpjakab – wieś i gmina w środkowej części Węgier, w pobliżu miasta Kiskunfélegyháza.
Miejscowość leży na obszarze Wielkiej Niziny Węgierskiej, w komitacie Bács-Kiskun, w powiecie Kiskunfélegyháza.
Gmina Fülöpjakab liczy 1169 mieszkańców (2009) i zajmuje obszar 23,16 km².